# MG-060
A MG-060 é uma rodovia estadual de Minas Gerais. Sua extensão total é de 421,6 quilômetros, mas apenas 206,4 quilômetros (49%) de sua malha possuem pavimentação. Seu percurso se inicia em Belo Horizonte, e termina no município de São Gonçalo do Abaeté, no entroncamento com a rodovia BR-365.

## Percurso
A rodovia passa pelos seguintes municípios:
- Betim
- Esmeraldas
- São José da Varginha
- Pequi
- Maravilhas
- Papagaios
- Pompéu
- Abaeté
- Paineiras
- Biquinhas

## Entroncamentos
A MG-060 faz conexão com as rodovias MG-432, MG-431, MG-238, MG-423, MG-164, MG-420, MG-176, BR-352, MG-415. 